# Andrzej Włodarkiewicz
Andrzej Włodarkiewicz (ur. 13 września 1906 w Warszawie, zm. 10 sierpnia 1939 w Villacoublay) – kapitan pilot Wojska Polskiego, pilot doświadczalny. 

## Życiorys
Po zdaniu matury w gimnazjum w Warszawie wstąpił do Cywilnej Szkoły Pilotów w Poznaniu, gdzie uzyskał dyplom pilota. Następnie wstąpił do Szkoły Podchorążych Lotnictwa w Dęblinie. Promowany z 3. lokatą w 1929 roku (jako obserwator). Został wcielony do 3 pułku lotniczego w Poznaniu i przydzielony do 32 eskadry liniowej, w której latał jako obserwator i jako pilot. W 1930 roku ukończył kurs wyższego pilotażu. Następnie służył w 132 eskadrze myśliwskiej. Jako wybijający się pilot skierowany na Challenge 1934 (w załodze z nawigatorem Eugeniuszem Przysieckim). Zawodów nie ukończył z powodu awarii silnika w pilotowanym samolocie PZL.26.  
W 1934 roku odkomenderowany na specjalistyczny kurs w Centrum Wyszkolenia Technicznego Lotnictwa w Bydgoszczy. Po tym przeszkoleniu został odkomenderowany do samodzielnego dywizjonu doświadczalnego jako pilot doświadczalny. Specjalizował się w akrobacji lotniczej, którą z zamiłowaniem prezentował na samolocie RWD-10. Prezentował też samoloty myśliwskie (PZL P.7, PZL P.11) i liniowe, np. PZL.23 Karaś. Na tym samolocie wykonał dużo badań związanych z usunięciem drgań ogona typu buffeting. Prezentował też ten samolot po serii dwóch katastrof tegoż samolotu 10 grudnia 1937 roku w 4 pułku lotniczym w Toruniu. Był oddelegowany do badań samolotów za granicą kraju (Francja). 
Podczas pracy jako pilot doświadczalny wielokrotnie dokonał ratowniczego skoku na spadochronie. Pierwszy raz podczas pokazowej walki z PZL P.11 (akrobacja wyższa) lecąc na RWD-10 zgubił pokrycie jednego płata. W 1937 roku podczas badań prototypu szybowca Sokół doszło do złamania płata podczas wykonywania odwróconej pętli - pilot uratował się na spadochronie. Na stopień kapitana został mianowany ze starszeństwem z 19 marca 1937 i 24. lokatą w korpusie oficerów lotnictwa, grupa liniowa. W 1938 został przyjęty do Wyższej Szkoły Lotniczej w Warszawie, w charakterze słuchacza Kursu 1938–1939.
W sierpniu 1939 roku został włączony do grupy pilotów badających samoloty myśliwskie – w związku z planami zakupu takowych do Polski. 10 sierpnia 1939 roku wystartował z lotniska w Villacoublay, na samolocie Morane-Saulnier MS.406. Zginął śmiercią lotnika tego dnia, przy oblatywaniu tego samolotu, który nie wyszedł z lotu nurkowego. Kpt. Andrzej Włodarkiewicz po raz kolejny ratował się skokiem, niestety tym razem zawiódł spadochron, którego czasza się nie rozwinęła. 
Pochowany na Cmentarzu Wojskowym na Powązkach w Warszawie (kwatera C-14-7-1). 

## Ordery i odznaczenia
- Złoty Krzyż Zasługi (pośmiertnie, 16 sierpnia 1939)[7]
- Srebrny Krzyż Zasługi (11 listopada 1934)[8][4]